# Мавринка (Пугачёвский район)
Мавринка — село в Пугачёвском районе Саратовской области России, в составе сельского поселения Надеждинское муниципальное образование.
Население - 199 (2010)

## История
В Списке населённых мест Самарской губернии по данным 1859 года населённый пункт упомянут как владельческий хутор Мавринский (Скрывной Овраг) Николаевского уезда, расположенный по левой стороне почтовой дороги из Николаевска в Самару, ближе к границе Самарского уезда, в 40 верстах от уездного города Николаевска. На хуторе имелось 11 дворов и проживало 95 мужчин и 50 женщин. В Списке населённых мест Самарской губернии по сведениям за 1889 год значится как деревня Мавринка. Согласно Списку деревня относилась к Шиншиновской волости, в ней проживало 133 жителя, земельный надел (дарственный) составлял 270 десятин удобной и 17 неудобной земли.
По данным 1910 года в деревне Мавринке (Скрывной Овраг) Селезнихинской волости (бывшая Шиншиновская волость) проживали 110 мужчины и 89 женщин, работала ветряная мельница.

## Физико-географическая характеристика
Село находится в Заволжье, при слиянии оврагов Мокрый и Мокрые Вершины (бассейн реки Малый Иргиз). Высота центра населённого пункта - 117 метров над уровнем моря. Почвы - чернозёмы южные.
Село расположено примерно в 37 км по прямой в северном направлении от районного центра города Пугачёв. По автомобильным дорогам расстояние до районного центра составляет 49 км, до областного центра города Саратов - 280 км, до Самары - 230 км.
Часовой пояс
Мавринка, как и вся Саратовская область, находится в часовой зоне МСК+1. Смещение применяемого времени относительно UTC составляет +4:00.

## Население
Динамика численности населения по годам:
| Годы      | 1858 | 1889 | 1897 | 1910 | 2002 |
| --------- | ---- | ---- | ---- | ---- | ---- |
| Население | 145  | 133  | 147  | 199  | 205  |

| 2002 | 2010 |
| ---- | ---- |
| 205  | ↘199 |

Национальный состав
Согласно результатам переписи 2002 года, в национальной структуре населения русские составляли 89 %